# Андоні Горосабель
Андоні Горосабель (ісп. Andoni Gorosabel; нар. 4 серпня 1996, Аррасате) — іспанський футболіст, захисник клубу «Реал Сосьєдад».

## Ігрова кар'єра
Народився 4 серпня 1996 року в місті Аррасате. Вихованець юнацьких команд футбольних клубів «Аретсабалета» та «Реал Сосьєдад».
У дорослому футболі дебютував 2014 року виступами на умовах оренди за команду «Беасаїн», згодом протягом 2016—2017 років також як орендований гравець грав за «Реал Уніон».
З 2017 року почав залучитися до складу команди «Реал Сосьєдад Б», а наступного року дебютував за головну команду «Реал Сосьєдад».

## Титули і досягнення
- Володар Кубка Іспанії (1):

«Реал Сосьєдад»: 2019-20